# Comté de Green (Wisconsin)
Pour les articles homonymes, voir Green et Comté de Green.
Le comté de Green est un comté situé dans le sud de l'État américain du Wisconsin, à la limite de celui de l'Illinois, dans le Midwest. Au recensement fédéral de 2010, sa population était de 36 842 habitants. Son chef-lieu est Monroe.

## Histoire
Le comté a été créé en 1837 dans ce qui est alors le territoire du Wisconsin. Il est nommé d'après Nathanael Greene, major général de l'armée continentale qui commanda la campagne méridional lors de la  guerre d'Indépendance américaine (et l'un des deux parmi les nombreux comtés nommés d'après lui dont l'orthographe est inexact).

## Comtés adjacents
| Nord-Ouest : Comté d'Iowa | Nord: Comté de Dane                 |                                        |
| Ouest: Comté de Lafayette | Comté de Green                      | Est: Comté de Rock                     |
|                           | Sud: Comté de Stephenson (Illinois) | Sud-Est: Comté de Winnebago (Illinois) |

## Localités
| - Adams - Albany (ville) - Albany (village) - Brodhead - Brooklyn - Browntown - Cadiz | - Clarno - Decatur - Exeter - Jefferson - Jordan - Monroe (ville) - Monroe | - Monticello - Mount Pleasant - New Glarus (ville) - New Glarus - Spring Grove - Sylvester - Washington - York |